# Kasandra
 Ovo je glavno značenje pojma Kasandra. Za druga značenja pogledajte Kasandra (pjevačica).
Kasandra (grč. Κασσάνδρα, Kassándra) u grčkoj mitologiji bila je kći trojanskog kralja Prijama i kraljice Hekabe u koju se zaljubio Feb Apolon, grčki bog proroštva i liječenja.

## Etimologija
Kasandrino ime izvedeno je od grčke riječi κεκασμαι = "sjati" te  ανδρος (genitiv od nominativa ανηρ) = "muškarac". Može se shvatiti kao ona koja sja nad muškarcima, uvlači ih u ljubavnu mrežu i obasjava.

## Mitologija

### Apolon i Kasandra
Apolon je, zaljubivši se, dao Kasandri dar proricanja budućnosti, a ona je na njegovu ljubav uzvratila hladnoćom zbog čega ju je prokleo tako da se na njezina proročanstva nitko ne obazire i da im nitko ne vjeruje. Njezina su proročanstva postala izvor velike boli i frustracija. Ponekad je to prikazano simboličnim Apolonovim pljuvanjem u njezina usta. U Eshilovoj drami Agamemnon Kasandrin lik govori da je prekršila obećanje da će mu postati družica.
U drugoj inačici mita, provela je noć u Apolonovu hramu sa svojim bratom blizancem, a hramske su joj zmije polizale uši tako da je mogla osluškivati budućnost. Ovo je česta tematika u grčkoj mitologiji, premda češće donosi dar razumijevanja životinjskog govora, a ne budućnosti.

### Uništenje Troje
Kasandra je predvidjela uništenje Troje, ali nije ih mogla spriječiti. Upozorila je Trojance o trojanskome konju i Agamemnonovoj smrti, ali njezina je obitelj mislila da je poludjela. U nekim se inačicama donosi da su je zbog toga i držali zatvorenom. Koreb i Otron pomogli su Trojancima jer su voljeli Kasandru. Ona je ujedno bila i prva koja je vidjela mrtvo tijelo svoga brata Hektora nakon što je doneseno u grad. 
Nakon razrušenja Troje, potražila je utočište u Ateninu hramu gdje ju je silovao Ajant mlađi.
Kasandru je potom kao konkubinu uzeo kralj Agamemnon. Kao što donosi i Eshil u Agamemnonu, Klitemnestra, Agamemnonova žena bila je ljubomorna na nju. Dok je još Agamemnon bio u ratu, Klitemnestra je ljubovala s Egistom i odlučila ubiti svoga muža, ponajprije zato što je žrtvovao njihovu kćer Ifigeniju. Kasandra je upozorila Agamemnona na njegovu smrt. Kad su se oboje vratili u Mikenu, Klitemnestra ih je ubila. Neki izvori govore da je Egist ubio i Agamemnonove i Kasandrine blizance - Teledama i Pelopsa.

## Vanjske poveznice
- Kasandra u grčkoj mitologiji (engl.)